# 우누마역
우누마역(일본어: 鵜沼駅)은 일본 기후현 가카미가하라시에 있는 도카이 여객철도 다카야마 본선의 역이다. 단선 승강장과 섬식 승강장이 합쳐진 복합 형태의 철도 역사이다. 지상역구조를 갖춘다

## 타는 곳
| 1 | ■ 다카야마 본선 | 하행 | 미노오타 · 다카야마 방면 |
| 2 | ■ 다카야마 본선 | 상행 | 기후 · 나고야 방면       |
| 3 | ■ 다카야마 본선 | 하행 | 미노오타 · 다카야마 방면 |

## 역 주변
- 주로쿠 은행
- 기후 신용금고
- 나고야 철도 신우누마 역

## 인접 정차역
| 도카이 여객철도 다카야마 본선 | 도카이 여객철도 다카야마 본선 | 도카이 여객철도 다카야마 본선            |
| ----------------------------- | ----------------------------- | ---------------------------------------- |
| 가가미가하라 기후 방면        | ■ 다카야마 본선               | 사카호기 미노오타·다카야마·이노타니 방면 |